# Anson Williams
Anson Williams (Los Angeles, 25 de Setembro de 1949) é um ator e diretor norte-americano principalmente conhecido por seu papel como Warren "Potsie" Weber em "Happy Days"  (1974) (br: Dias Felizes)  além de ter participado de Baywatch (1989) (br: S.O.S Malibu, pt: Marés Vivas)  e ABC Afterschool Specials (1972).

## Biografia
Anson William Heimlich filho de Haskell Heimlich, mudou legalmente a grafia do sobrenome para "Heimlick", ao contrário do tio de Williams, Dr. Henry Heimlich , homônimo da manobra de Heimlich para o tratamento de vítimas de asfixia. Williams estudou na Burbank High School , onde foi capitão da equipe de atletismo e atuou em várias produções escolares. Em 1971, ele apareceu com John Amos em um comercial para o McDonald's. Ele foi casado com Jackie Gerken desde 1988. Eles tiveram quatro filhos. Posteriormente se casou com Lorrie Mahaffey. Williams descende de judeus Russos e Húngaros.